# Chenistonia montana
Chenistonia montana är en spindelart som först beskrevs av Raven 1984.  Chenistonia montana ingår i släktet Chenistonia och familjen Nemesiidae.
Artens utbredningsområde är New South Wales. Inga underarter finns listade i Catalogue of Life.